# Wolfgang Schmeltzl
Wolfgang Schmeltzl (ur. 1500–1505 w Kemnath w Górnym Palatynacie, zm. 1564 w St. Lorenzen am Steinfeld, obecne Ternitz) - kompozytor i dramatopisarz, autor m.in. dramatu Samuel und Saul (1551).